# Pseudacteon bulbosus
Pseudacteon bulbosus är en tvåvingeart som beskrevs av Brown, Folgarait och Gilbert 2003. Pseudacteon bulbosus ingår i släktet Pseudacteon och familjen puckelflugor. Inga underarter finns listade i Catalogue of Life.